# Tadcaster
Tadcaster är en stad och en civil parish i North Yorkshire, England. Orten har 6 039 invånare (2001).